# Odzaberd
Odzaberd (en idioma armenio:Oձաբերդ) también conocida como «Fortaleza de la serpiente», es una fortaleza de Armenia que se encuentra situada sobre una colina al este de la población de Tsovinar y en la costa sureste del lago Sevan, de la provincia de Gegharkunik Marz. Está a una altitud de 1921 metros sobre el nivel del mar.

## Historia

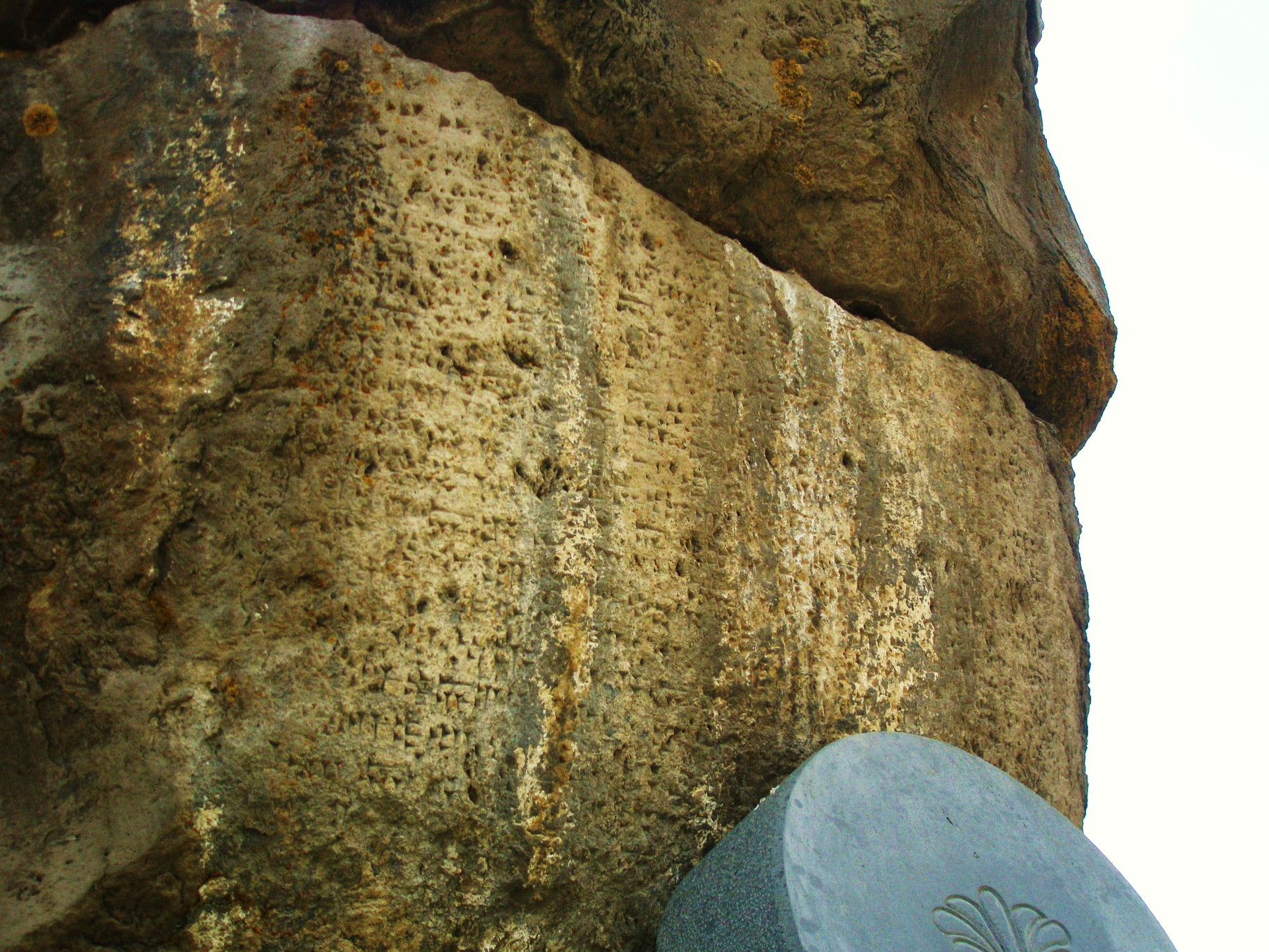
Inscripción sobre su fundación por Rusa I

Este sitio arqueológico fue una vez una ciudad fortificada -conocida con el nombre de Teyseba- del antiguo reino de Urartu, fundada por Rusa I entre el 735 y el 713 a. C., entre sus ruinas se encuentra cimientos de piedra, partes de la muralla y algunas puertas. En una antigua inscripción en escritura cuneiforme habla de la construcción y la dedicación de la ciudad al dios Teisheba y la conquista por parte de Rusa I sobre 23 países. Después de que fue reconstruida en un tiempo más tardío se conoció como Ishkanaber que significa «Fortaleza del Señor».